# Thaumantis oda
Thaumantis oda är en fjärilsart som beskrevs av Jacob Hübner 1820/26. Thaumantis oda ingår i släktet Thaumantis och familjen praktfjärilar. Inga underarter finns listade i Catalogue of Life.